# Covellina
La covellina, también llamada covelina o covelita, es un mineral de la clase de los minerales sulfuros. Fue descubierta en 1832 por Niccolo Covelli en el Vesubio, siendo nombrada por François Sulpice Beudant en honor a su descubridor. Sinónimos poco usados son: covellonita o covellinita.

## Características químicas
Es un sulfuro de cobre que cristaliza en el sistema cristalino hexagonal. Se ha sugerido como composición química la fórmula extendida: Cu+4Cu2+2(S2)2S2, aunque aún es cuestionado esto. Además de los elementos de su fórmula, suele llevar como impurezas: hierro, selenio, plata y plomo.

## Formación y yacimientos
Aparece más comúnmente de origen secundario en la zona de oxidación en depósitos de sulfuro de cobre, más raramente de origen hidrotérmico primario. Aparición amplia en la mayoría de los depósitos de cobre, común como un deslumbramiento iridiscente sobre otros sulfuros.
Tiene una distribución mundial amplia en las minas de minerales del cobre, pero en muy pequeñas cantidades. Suele encontrarse asociado a otros minerales como: calcopirita, calcosina, djurleíta, bornita, enargita, pirita u otros sulfuros.

## Usos
Es una mena menor del metal cobre. También se usa como gema tallado en cabujón azul brillante.